# Glacier de l'Aneto
 (juin 2021).
Si vous disposez d'ouvrages ou d'articles de référence ou si vous connaissez des sites web de qualité traitant du thème abordé ici, merci de compléter l'article en donnant les références utiles à sa vérifiabilité et en les liant à la section « Notes et références ».
Le glacier de l'Aneto est un glacier des Pyrénées situé dans le massif de la Maladeta, en Espagne, dans la province de Huesca.
C'est le plus grand glacier des Pyrénées.

## Géographie
C'est sous le plus haut sommet des Pyrénées, l'Aneto, que se situe le plus grand glacier de la chaîne. Il se développe sur un vaste plan incliné exposé au nord-est, délimité par les cimes de la Maladeta, de la pointe d'Astorg et de l'Aneto. C'est un glacier de versant.
Il présente deux lobes distincts : le lobe oriental qui prend naissance sous le col de Coronas, et le lobe occidental qui descend de la pointe d'Astorg. Les moraines du petit âge glaciaire en forme de « W » délimitent l'extension passée des deux lobes.
Les eaux du glacier de l'Aneto rejoignent le torrent des Barrancs.

## Histoire

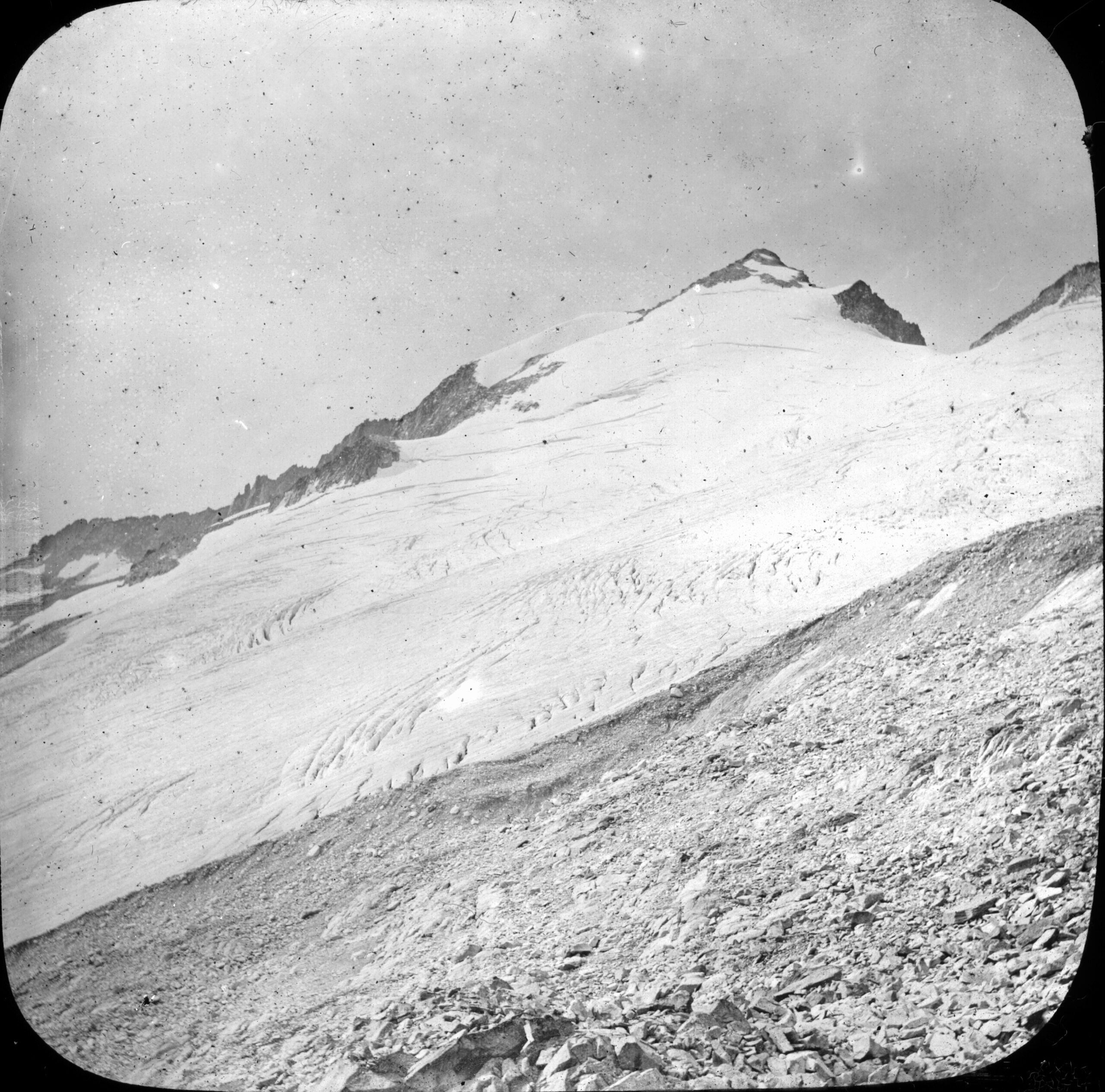
Le glacier de l'Aneto vu depuis le portillon Inférieur, en 1862.

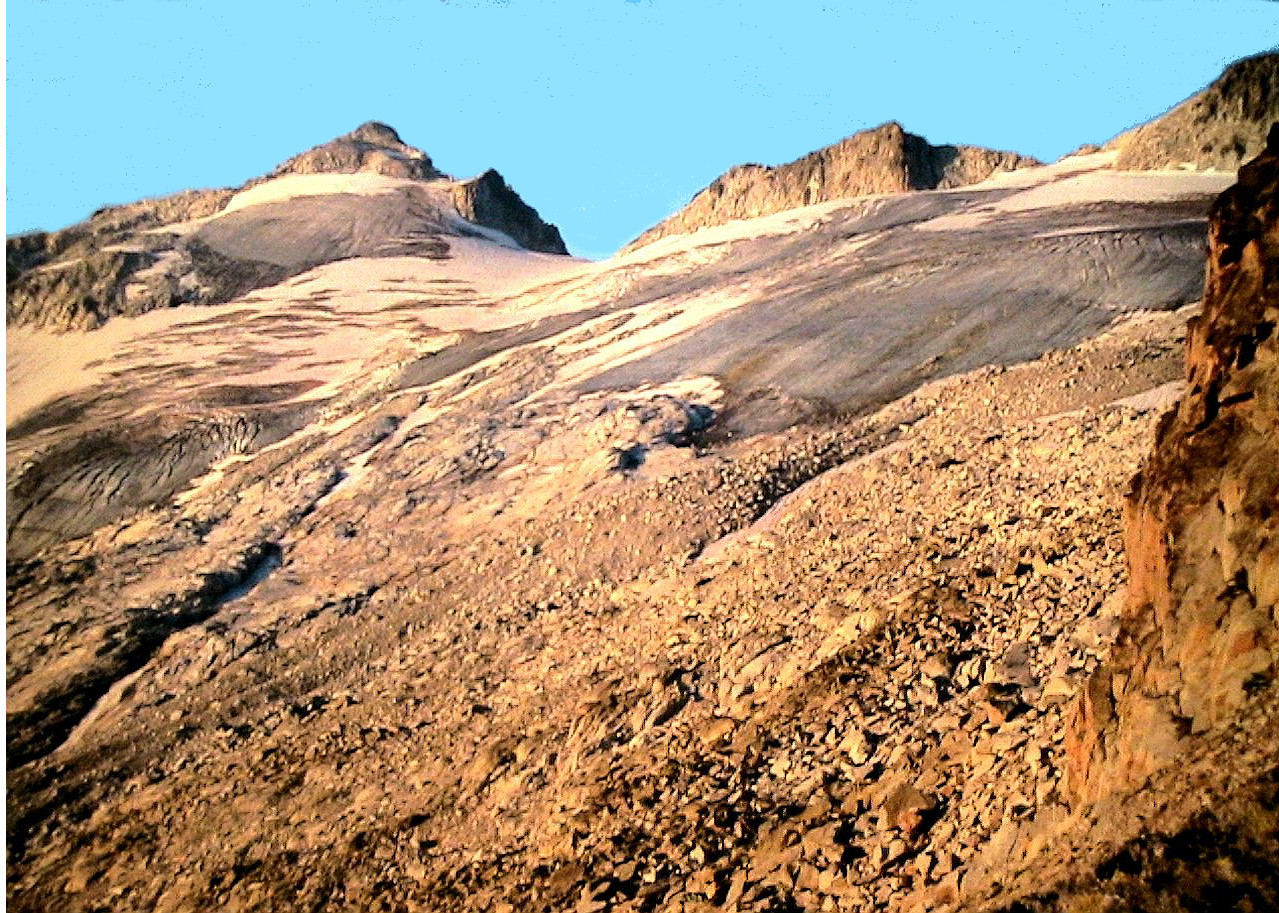
Le glacier de l'Aneto vu depuis le portillon Inférieur, le 10 août 1986.

Le glacier semble avoir atteint son maximum du petit âge glaciaire entre 1820 et 1825, puis s'est maintenu stable jusqu'en 1850. À cette époque, il était le plus grand des Pyrénées avec une surface de 2,50 km2 et une longueur maximale de 1,9 km. Le lobe oriental était celui qui descendait le plus bas, son front s'établissant à 2 410 mètres d'altitude.
C'est dans ces conditions que Platon de Tchihatcheff effectua la première ascension de l'Aneto le 20 juillet 1842. Ce jour-là, il emprunte la voie sud pour s'affranchir de la traversée du glacier de l'Aneto, alors très vaste. Il ne le rejoignit qu'au col de Coronas. Ainsi, pour atteindre le toit des Pyrénées, il ne parcourt le glacier que dans sa partie supérieure. Le 24 juillet 1842, Platon de Tchihatcheff réédite son exploit, cette fois en traversant le glacier dans son entièreté. Ce chemin constitue l'actuelle voie normale d'ascension de l'Aneto.
À partir du milieu du XIXe siècle, la fonte est devenue très importante. Le glacier a suivi cette même tendance régressive pendant le XXe siècle, à l'exception de deux brèves phases de trêve survenues pendant la décennie 1920-1930, et la période 1970-1985. À la fin de cette dernière, le glacier possédait une surface de 1,32 km2, les lobes oriental et occidental mesurant respectivement 810 et 870 mètres de longueur.
Les nombreuses photos de l'alpiniste Jordi Camins Just montrent qu'à la fin de cette dernière période de stabilisation, le lobe oriental avait une morphologie convexe et très crevassée, signe d'un glacier en équilibre. Seulement, cet embonpoint ne put se transformer en crue glaciaire, les accumulations neigeuses déficitaires se succédant à partir de 1985.
En 1994, des scientifiques espagnols menèrent des sondages radar au glacier de l'Aneto et y mesurèrent une épaisseur maximale de 52 mètres. Cette année-là, ils relevèrent aussi une superficie de 1,10 km2.
Après cette date, le glacier passa sous la barre symbolique du kilomètre carré et ne mesurait plus que 81 hectares en 2000. Sa superficie continua à décroître : 69 hectares en 2006, 62,5 hectares en 2011, puis 56 hectares en 2016.
Symbole de sa grande fragilité, la partie supérieure située sous le sommet de l'Aneto s'est séparée du reste de l'appareil en 2009. Puis, en 2012, la langue du lobe oriental s'est complètement désagrégée.
À partir de 2017, un petit lac est apparu dans le retrait du lobe occidental. Situé à 3 145 mètres d'altitude, ce lac serait le plus élevé des Pyrénées. En 2020, sa superficie était de 0,4 hectares et en 2022 elle était de 0,5 hectares.
En 2020, le glacier ne réunit plus que 50 hectares de glace, pour une longueur maximale de 570 mètres (lobe occidental). En 2022, le glacier ne mesure plus que 48,1 hectares : le corps secondaire montre des signes de dynamique stagnante.